# Nova Ukraiina, Markivka
Nova Ukraiina (în ucraineană Нова Україна) este un sat în comuna Bondarivka din raionul Markivka, regiunea Luhansk, Ucraina.

## Demografie
Componența lingvistică a localității Nova Ukraiina
     Ucraineană (96,97%)
     Rusă (3,03%)
Conform recensământului din 2001, majoritatea populației localității Nova Ukraiina era vorbitoare de ucraineană (96,97%), existând în minoritate și vorbitori de rusă (3,03%).